# Alzano Lombardo
Alzano Lombardo (lombardul: Alzà) település Olaszországban, Lombardia régióban, Bergamo megyében. Lakosainak száma 13 334 fő (2023. január 1.). Alzano Lombardo Villa di Serio, Ranica, Zogno, Nembro és Ponteranica községekkel határos.

## Népesség
A település népességének változása:
| Lakosok száma | 13 652 | 13 637 | 13 334 |
|               | 2017   | 2018   | 2023   |